# تراست‌پورام
تراست‌پورام (به انگلیسی: Trustpuram) یک منطقهٔ مسکونی در هند است که در تامیل نادو واقع شده‌است.